# Pilar Gómez Ferrer
Pilar Gómez Ferrer (Toledo, 7 febbraio 1910 – Madrid, 27 settembre 2009) è stata un'attrice spagnola.

## Biografia
Pilar Gómez Gómez, questo il suo vero nome, fu una delle attrici caratteriste più presenti nella storia del cinema spagnolo: fece il suo debutto sul grande schermo nel 1952 e in 25 anni di carriera apparve in oltre 120 pellicole, la maggior parte delle quali mai distribuite in Italia.
Fu interprete di qualche coproduzione italo-spagnola, tra i quali Totò, Eva e il pennello proibito dove interpreta la miliardaria americana Gloria Harrison.
Sposata con Francisco Luna Baños (1897-1985) ha da lui una figlia, Delia Luna (1933-1996) che seguirà le sue orme. Ritiratasi dal mondo del cinema nel 1977, muore nella capitale spagnola all'età di 99 anni.

## Filmografia
- L'amore è una meravigliosa estasi (Zwischen Zeit und Ewigkeit), regia di Arthur Maria Rabenalt (1956)
- Calle Mayor, regia di Juan Antonio Bardem (1956)
- Susanna tutta panna, regia di Steno (1957)
- Amore e chiacchiere, regia di Alessandro Blasetti (1957)
- Un angelo è sceso a Brooklyn (Un angel pasó por Brooklyn), regia di Ladislao Vajda (1957)
- Gli amanti del deserto (Los amantes del desierto), regia di Goffredo Alessandrini Gianni Vernuccio, Fernando Cerchio e León Klimovsky (1957)
- Totò, Eva e il pennello proibito, regia di Steno (1959)
- Il diabolico dottor Satana (Gritos en la noche), regia di Jesús Franco (1962)
- Le tre spade di Zorro (Las tres espadas del Zorro), regia di Ricardo Blasco (1963)
- Una vergine in nero (La niña de luto), regia di Manuel Summers (1964)
- ...e divenne il più spietato bandito del sud (El Hombre que mató a Billy el Niño), regia di Julio Buchs (1967)
- La volpe dalla coda di velluto (El ojo del huracan), regia di José María Forqué (1972)
- Bianco, rosso e..., regia di Alberto Lattuada (1972)
- Cinque matti alla corrida (Les Charlots font l'Espagne), regia di Jean Girault (1972)